# Comté de Morrill
Le comté de Morrill est un comté de l'État du Nebraska, aux États-Unis. Son siège est la ville de Bridgeport.